# Warrior-Klasse (1860)
Die Schiffe der Warrior-Klasse, die Warrior und die Black Prince, waren die ersten ozeantauglichen Panzerschiffe mit eisernem Rumpf. Sie wurden ab 1860 von der britischen Royal Navy als Gegenmaßnahme zum französischen Panzerschiff La Gloire gebaut.

## Geschichte
Entsprechend ihrer Bauzeit waren die Warrior und die Black Prince Batterieschiffe – die Kanonen waren in seitlichen Batterien angeordnet und konnten nur zur Seite schießen. Durch ihren 4,5 Zoll (11,43 cm) dicken geschmiedeten Eisengürtel waren die beiden Schiffe praktisch unverwundbar für die Geschosse der zur Zeit ihres Baus gebräuchlichen Schiffsartillerie. Um die Sinksicherheit noch weiter zu verbessern, war der Rumpf in 92 wasserdichte Abteilungen unterteilt und hatte unterhalb von Maschinenanlage und Munitionsräumen einen Doppelboden. Die einzige bedeutende Verwundbarkeit war die fehlende Panzerung um die Rudermaschine herum, so dass ein unglücklicher Treffer sie manövrierunfähig hätte machen können.
Der Hauptantrieb des Schiffes bestand aus einer liegenden zweizylindrigen Dampfmaschine von John Penn and Sons, die von zehn Kesseln mit Dampf versorgt wurde. Allerdings war der Kohleverbrauch extrem hoch und die 850 t Kohle an Bord reichten nur für knapp 2.100 sm Fahrtstrecke unter optimalen Bedingungen. Daher führte die Warrior weiterhin eine vollständige Takelage als Vollschiff von 4.500 m² Segelfläche.
Der rasante Fortschritt der Marinetechnologie ließ die Warrior und ihr Schwesterschiff Black Prince innerhalb von zehn Jahren veralten. Am 1. April 1875 wurde die Warrior der ersten Reserveflotte zugeordnet und am 31. Mai 1883 vom Seedienst abgezogen. Die Black Prince wurde 1874 bis 1875 erneut neu ausgerüstet und der Kanalflotte als Flaggschiff für den stellvertretenden Kommandeur zugeteilt. Ab 1878 gehörte sie zur Reserve und wurde nun als Panzerkreuzer klassifiziert. Sie wurde 1923 zur Verschrottung verkauft.

## Verbleib
- Warrior, liegt heute als Museumsschiff in Portsmouth.
- Black Prince, 1896 Ausbildungsschiff im Hafen in Queenstown, Irland, 1923 zur Verschrottung verkauft.